# Grand (ТВ канал)
Grand је српска телевизијска станица са седиштем у Београду. Представља телевизију дискографске куће Grand Production. Покренута је 16. априла 2014. након што је United Group купила већински удео ове дискографске куће.
Телевизија је основана 16. априла 2014. године, након што је предузеће United Group купило део дискографске куће . Исте године, окончана је сарадња коју су имали Grand Production и Pink Media Group у свим областима, као и канали чији су ова два предузећа били власници.
Свој програм емитује 24 сата, од тога девет сати програма уживо. Програм емитује из девет ТВ студија у Кошутњаку, од тога три велика и шест малих студија. У паузи емитовања програма емитују се плејбек спотови певача, од којих у високој резолуцији има преко 5.000. Представља први забавно-музички канал који се не бави само плејбековима и спотовима певача, већ и актуелностима везаним за јавни живот.

## Емисије
- Гранд магазин — емисија колажног типа. Сваког радног дана од 12.00 до 16.00.
- Grand News
- Гранд коктел — понедељком у 20.00. Аутор и водитељ Горан Чомор.
- Хало, хало — уторком и четвртком у 18.00.
- Папарацо — уторком у 20.00
- Неки нови клинци — музичка емисија у којој се такмиче деца, узраста до 15 година. Уторком у 21.00.
- Песмом за душу — средом у 20.00, водитељ Зоран Пејић Пеја.
- Желите ли да постанете — средом у 22.00
- Двадесети век — четвртком у 20.00
- Прес претрес — четвртком у 22.00
- Гранд парада — петком у 21.00
- Десетка — суботом у 18.00
- Тај луди свет — суботом у 19.00
- Звезде Гранда — суботом у 21.00
- Звезде Гранда специјал — недељом у 18:00. Аутор и водитељ Саша Поповић.
- Никад није касно — недељом у 21:00.

### Отказане емисије
- Вече са...
- Из профила
- Grand Show
- Гранд дискотека
- Доктори за несаницу
- Gipsy & Friends
- У корак са